# Tethysoceaan

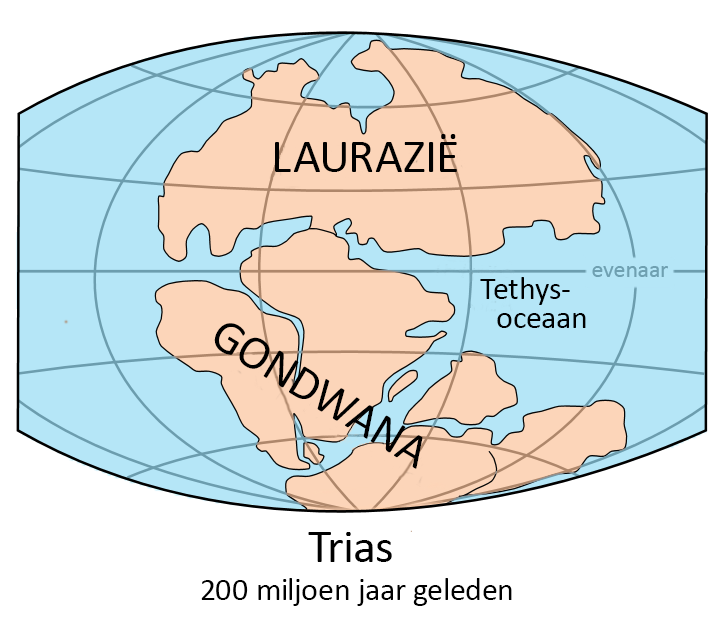
De Tethysoceaan verdeelt Pangea in twee supercontinenten, Laurazië en Gondwana

De Tethysoceaan, Tethyszee of Neo-Tethysoceaan, ter onderscheid met de Paleo-Tethysoceaan, was de oceaan tussen Afrika en het Arabisch Schiereiland aan de ene kant en Europa en Azië aan de andere kant. De Tethysoceaan bestond tussen 230 en 38 miljoen jaar geleden, voordat de huidige verbinding tussen Anatolië en Arabië tot stand kwam en de Balkan en Italië met de rest van Europa werden verbonden. Deze periode komt in de geologische tijdschaal met het Mesozoïcum en het vroege Tertiair overeen, vanaf het Trias en Jura tot het Eoceen. De Zwarte en Kaspische Zee en het Aralmeer zijn overblijfselen van de Tethysoceaan, maar ook de Middellandse Zee wordt soms als overblijfsel van de Westelijke Tethys beschouwd.

## Geschiedenis
De geoloog Eduard Suess stelde al in 1893 op basis van de verspreiding van fossielen voor dat er ooit een ondiepe binnenzee bestaan had tussen Europa en Afrika. Suess noemde de zee naar de Griekse godin Tethys, maar het idee dat Europa en Afrika ooit verder uit elkaar gelegen hadden was Suess vreemd. Alfred Wegener kwam pas in 1911 met zijn hypothese van continentverschuivingen en deze werd pas halverwege de 20e eeuw geaccepteerd. Suess had geen reden om aan te nemen dat de Tethyszee ooit de breedte van een echte oceaan kon hebben gehad. De theorie van de platentektoniek heeft de ontdekkingen van Suess in een nieuw daglicht gesteld en deels weerlegd, maar de kern ervan bleek correct, zodat Suess als de ontdekker van de Tethysoceaan wordt beschouwd.
Afrika en Arabië vormden ooit samen met onder andere India, Australië, en een serie kleinere continentale fragmenten het paleocontinent Gondwana. Het grootste deel van Europa en Azië vormde tijdens het Krijt en het Tertiair samen het paleocontinent Laurazië. Volgens de platentektoniek behoorde Afrika of Gondwana tot de Afrikaanse Plaat, die in de loop van miljoenen jaren langzaam noordwaarts bewoog en daarbij in botsing kwam met de Euraziatische Plaat, Europa en Azië. Kleinere fragmenten zoals het Iberisch Schiereiland, Italië, de Balkan, Anatolië, delen van het zuiden van Iran en Afghanistan en Tibet lagen tussen de twee grote landmassa's en maakten onderdeel uit van de botsing. Bij het naar elkaar toe bewegen van de continenten verdween de Tethysoceaan langzaam. De continenten bewegen nog steeds verder naar elkaar toe, waardoor de Middellandse Zee steeds iets smaller wordt.

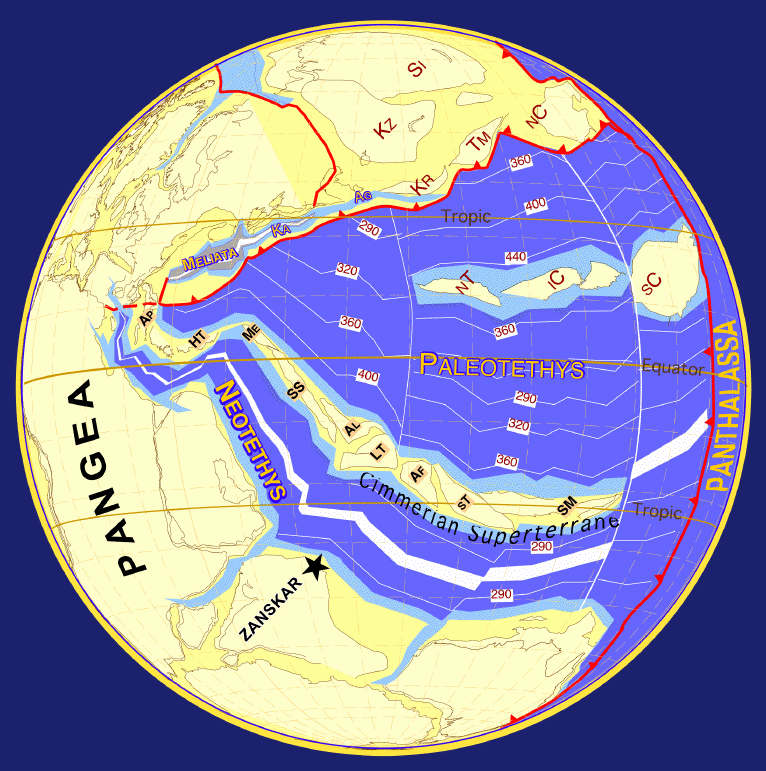
Perm-Triasgrens ±245 Ma Cimmeria, Cimmerian superterrane, beweegt naar het noorden richting Laurazië, de Paleo-Tethys sluit terwijl de Tethys groeit.

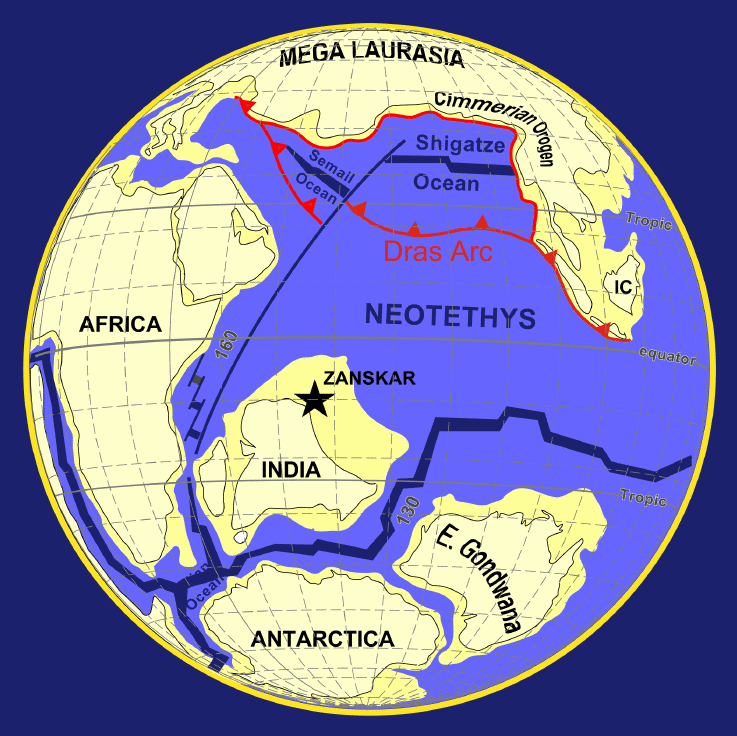
Middenkrijt ±100 Ma Cimmeria is met Laurazië gecollideerd. De Tethys strekt zich uit tussen Laurazië in het noorden en Afrika, India en Australië in het zuiden.

## Moderne theorie
Laurazië en Gondwana lagen in het Perm tegen elkaar aan en vormden samen het supercontinent Pangea. Ongeveer 300 miljoen jaar geleden begon zich een rif in Gondwana te vormen, waarbij zich een smalle strook continentale korst afscheidde en naar het noorden bewoog. Dit smalle nieuwe continent wordt Cimmeria genoemd. De oceaan die tussen Gondwana en Cimmeria ontstond was de Tethys.
Het rif ontwikkelde zich verder westwaarts, zodat rond 250 miljoen jaar geleden Pangea in twee delen, Laurazië in het noorden en Gondwana in het zuiden, begon te splitsen. De vorming van de Tethys verliep niet overal even snel: in het oosten, ongeveer waar zich nu Tibet bevindt, was de spreiding veel sneller dan in het westen, waar de continenten langer aan elkaar vast bleven zitten. De oostelijke Tethys was daarom breder dan de westelijke.
Gondwana brak in de Jura verder op in de continenten Zuid-Amerika, Afrika, India, Australië en Antarctica. India en Australië bewogen daarna naar het noorden, waarbij de Tethys zich langzaam sloot. De continentale collisie tussen India, Afrika en Australië in het zuiden en Azië en Europa in het noorden begon rond 40 miljoen jaar geleden en wordt de Alpiene orogenese genoemd. Hierbij verdween de Tethysoceaan grotendeels.

### Westelijke Tethys
Gesteenten van de westelijke of Alpiene Tethys zijn in ontsluitingen terug te vinden in de Europese gebergtes zoals de Alpen, Dinariden, Karpaten en de gebergten van Griekenland. Van sommige delen van de korst onder de Middellandse Zee wordt ook vermoed dat het overblijfsels van de westelijke Tethysoceaan zijn. Oceanische lithosfeer of oceaankorst van de westelijke Tethysoceaanbodem is geobduceerd in de Apennijnen, het Pindosgebergte en op Cyprus, waar een complete ofiolietopeenvolging bewaard is gebleven.
Bij het uit elkaar drijven van Pangea ontstonden verschillende oceanische bekkens. Deze stukken oceaan waren soms door kleine stukken continentale korst van elkaar gescheiden, die microcontinenten worden genoemd. Zo ontstond in het Onderkrijt tussen het microcontinent Iberia en Europa de Valais-oceaan, terwijl tussen Iberia en het land van de Adriatische Plaat de Piëmontees-Ligurische Oceaan lag. Beide worden als onderdeel van de westelijke Tethys beschouwd.

### Oostelijke Tethys
De oostelijke Tethys kende een andere evolutie dan de westelijke en werd vooral bepaald door de continentale collisie van India en Eurazië. India had aan het eind van het eoceen, zo'n 38 miljoen jaar geleden, vanaf Gondwana al snel naar het noorden bewogen en de oostelijke Tethys tot een zeestraat gereduceerd tussen de westelijke Tethys en de voorloper van de Indische Oceaan. De oostelijke Tethys is daarna in de huidige Indische Oceaan opgegaan of meegesubduceerd en overschoven door de Indische Plaat.